# Nedžad Sinanović
Nedžad Sinanović (Zavidovići, 29 gennaio 1983) è un ex cestista bosniaco con cittadinanza spagnola.

## Carriera
È stato selezionato dai Portland Trail Blazers al secondo giro del Draft NBA 2003 (54ª scelta assoluta).
Con la Bosnia ed Erzegovina ha disputato i Campionati europei del 2013.

## Palmarès
- Campionato spagnolo: 1

Real Madrid: 2006-07